# Le Noël du peintre
Pour plus de détails, voir Fiche technique et Distribution.
Le Noël du peintre est un film muet français réalisé par Georges Monca, sorti en 1910.

## Fiche technique
- Titre : Le Noël du peintre
- Réalisation : Georges Monca
- Scénario : Armand Numès
- Photographie :
- Montage :
- Société de production : Société cinématographique des auteurs et gens de lettres (S.C.A.G.L)
- Société de distribution : Pathé Frères
- Pays d'origine :  France
- Langue : film muet avec les intertitres en français
- Métrage : 185 mètres
- Format : Noir et blanc — 35 mm — 1,33:1 — Muet
- Genre :  Comédie
- Durée : 6 minutes 10
- Dates de sortie : 
  -  France : 1910

## Distribution
- Paul Franck : le peintre
- Amélie Diéterle : l'actrice
- Paul Capellani